# Néstor Edgardo López
Néstor Edgardo López (n. Córdoba, Argentina, 6 de febrero de 1956 - f. Puerto Christmas, isla Soledad, 21 de mayo de 1982) fue un aviador militar de la Fuerza Aérea Argentina que murió en combate en la guerra de las Malvinas.

## Biografía
Se casó con Mirta Chaijale y tuvo un hijo llamado Pablo Daniel, quien es subteniente de reserva del Ejército Argentino.

## Participación en el conflicto de Malvinas
El teniente López era piloto de A-4C Skyhawk e integraba el Grupo 5 de Caza, el cual operó desde la Base Aérea Militar Río Gallegos.
En su bautismo de fuego, el 21 de mayo formó la escuadrilla «Pato» junto con el capitán Eduardo Almoño y el primer teniente Daniel Manzotti. A ellos se agregó el capitán Jorge Osvaldo García y así partieron del punto de reabastecimiento en vuelo a las 12:54 horas. Sobrevolaron la isla Gran Malvina y cerca del poblado Chartres fueron interceptados por una patrulla aérea de combate de avions Harrier ingleses. Tiraron sus bombas y comenzaron a escapar. La fragata HMS Brilliant, quien cumplía funciones de CIC (centro de información y control) los interceptó eficazmente. Los aviones ingleses dispararon sus misiles AIM-9 Sidewinder que derribaron al primer teniente Manzotti y al teniente López, pereciendo ambos.
López fue ascendido a primer teniente post mortem y condecorado con la cruz de la Nación Argentina al Valor en Combate, por Ley 25 576 del 11 de abril de 2002.